# Cuatz Ajin
Cuatz Ajin är en ort i Mexiko.   Den ligger i kommunen Tampamolón Corona och delstaten San Luis Potosí, i den centrala delen av landet, 250 km norr om huvudstaden Mexico City. Cuatz Ajin ligger 131 meter över havet och antalet invånare är 116.
Terrängen runt Cuatz Ajin är huvudsakligen platt, men västerut är den kuperad. Runt Cuatz Ajin är det ganska tätbefolkat, med 60 invånare per kvadratkilometer. Närmaste större samhälle är Tanquián de Escobedo, 9,2 km öster om Cuatz Ajin. Trakten runt Cuatz Ajin består till största delen av jordbruksmark.